# Drepanogynis hiaraka
Drepanogynis hiaraka är en fjärilsart som beskrevs av Pierre E.L. Viette 1968. Drepanogynis hiaraka ingår i släktet Drepanogynis och familjen mätare. Inga underarter finns listade i Catalogue of Life.